# Coventry Climax

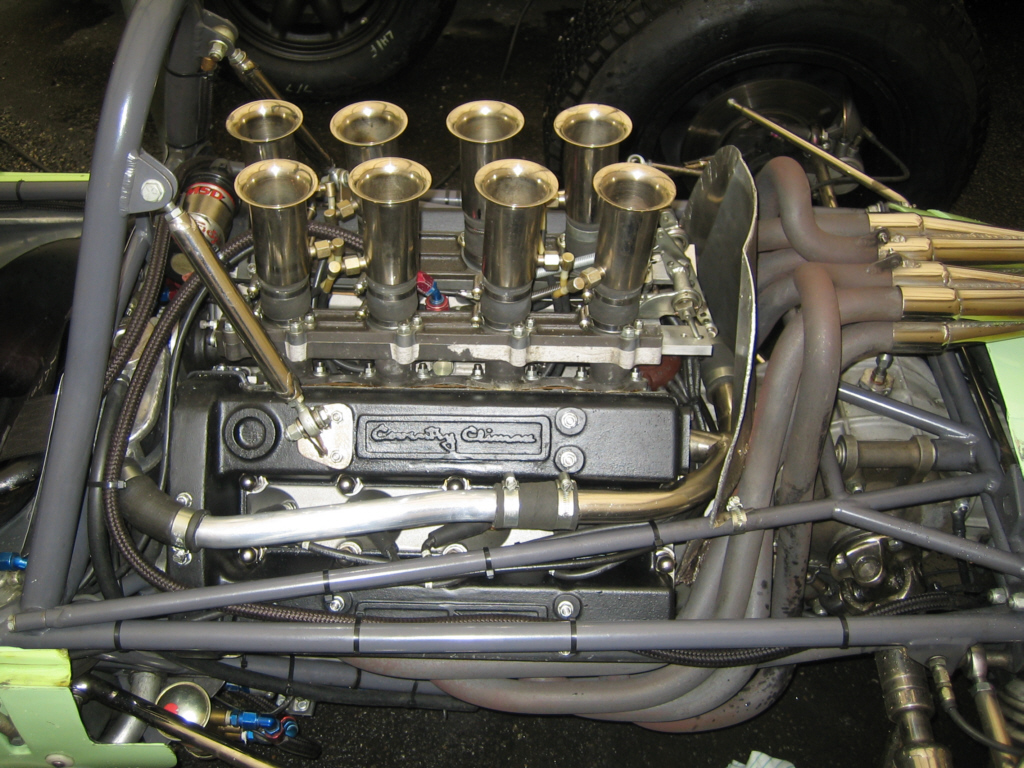
Coventry Climax motor uit 1962.

Coventry Climax was een Brits bedrijf dat onder meer vorkheftrucks, brandbluspompen en motoren produceerde. Het was tussen 1957 en 1969 een belangrijke motorenleverancier in de Formule 1.

## Geschiedenis
Het bedrijf werd in 1903 opgericht onder de naam 'Lee Stroyer' en na een verhuizing twee jaar later naar de stad Coventry kreeg het de naam 'Coventry Simplex' en pas later werd het 'Coventry Climax'. Het bedrijf bouwde motoren die gebruikt werden om in auto's van verschillende merken ingebouwd te worden. De eerste Aston Martin die in 1914 werd gebouwd werd aangedreven door een Coventry Climax motor. Andere merken die de Climax motor gebruikte waren onder meer Lotus, Morgan, Triumph en Cooper. Vanaf 1957 werd de motor geïntroduceerd in de Formule 1.

## Formule 1
De motor maakte zijn debuut in de Formule 1 tijdens de Grand Prix van Monaco in 1957 toen de Cooper-wagens uitgerust waren met de motoren. Jack Brabham eindigde de race op een zesde plaats, wat met het puntensysteem van toen net buiten de punten was. In 1958 behaalde Cooper-coureur Stirling Moss de eerste overwinning voor het motorenmerk toen hij de eerste grand prix van het seizoen won in Argentinië. Zijn teamgenoot Maurice Trintignant won dat jaar in Monaco. Cooper-Climax eindigde dat jaar op een derde plaats in het constructeurskampioenschap.
In 1959 won Cooper-Climax vijf van de negen races en werd Jack Brabham wereldkampioen. Het was de eerste titel voor zowel Jack Brabham, Cooper als Coventry Climax. De constructeurstitel werd eveneens gewonnen. Het jaar 1960 werd evenwel nog beter voor de motorenbouwer. De combinatie Cooper-Climax won zes races en Stirling Moss won twee races in een Lotus, dat inmiddels ook was gaan racen met een Coventry Climax motor. Jack Brabham behaalde een tweede wereldtitel op rij en ook de contructeurstitel werd opnieuw gewonnen door Cooper-Climax.
In 1961 kende Cooper een terugval en nam Lotus het over als beste team met een Climax motor. Lotus-coureur Stirling Moss won twee grands prix en zijn teamgenoot Innes Ireland won een keer, maar zowel de titel bij de coureurs als bij de constructeurs ging naar Ferrari en zijn rijder Phil Hill. In 1962 won Bruce McLaren een race voor Cooper en Jim Clark won drie race voor lotus. De motor stond dat jaar vier keer in de eindstand van de constructeurs, met Lotus op plaats twee, Cooper op plaats drie, Lola op plaats vier en Brabham op plaats zeven.
In 1963 won het motormerk het kampioenschap voor een derde keer, dit keer voor de eerste keer met het Lotus team. Lotus-rijder Jim Clark won zeven van de tien wedstrijden en ook het constructeurskampioenschap werd gewonnen. In 1964 was de titel voor Ferrari. Jim Clark won drie races en Dan Gurney won de twee eerste kampioenschapsraces voor Brabham-Climax. De vierde en laatste wereldtitel voor het motorenmerk kwam er in 1965 toen Jim Clark dat jaar zijn Lotus-Climax zes keer naar de overwinning stuurde. Het werd ook de laatste titel bij de constructeurs voor de motor. Na dat jaar werden er geen races meer gewonnen. In 1969 verdween de motor uit de Formule 1.
De motor was verantwoordelijk voor vier wereldtitels, zowel bij de rijders als de constructeurs, 40 overwinningen, 64 niet-winnende podiumplaatsen, 44 polepositions en 44 snelste ronden in een race.

## Statistieken

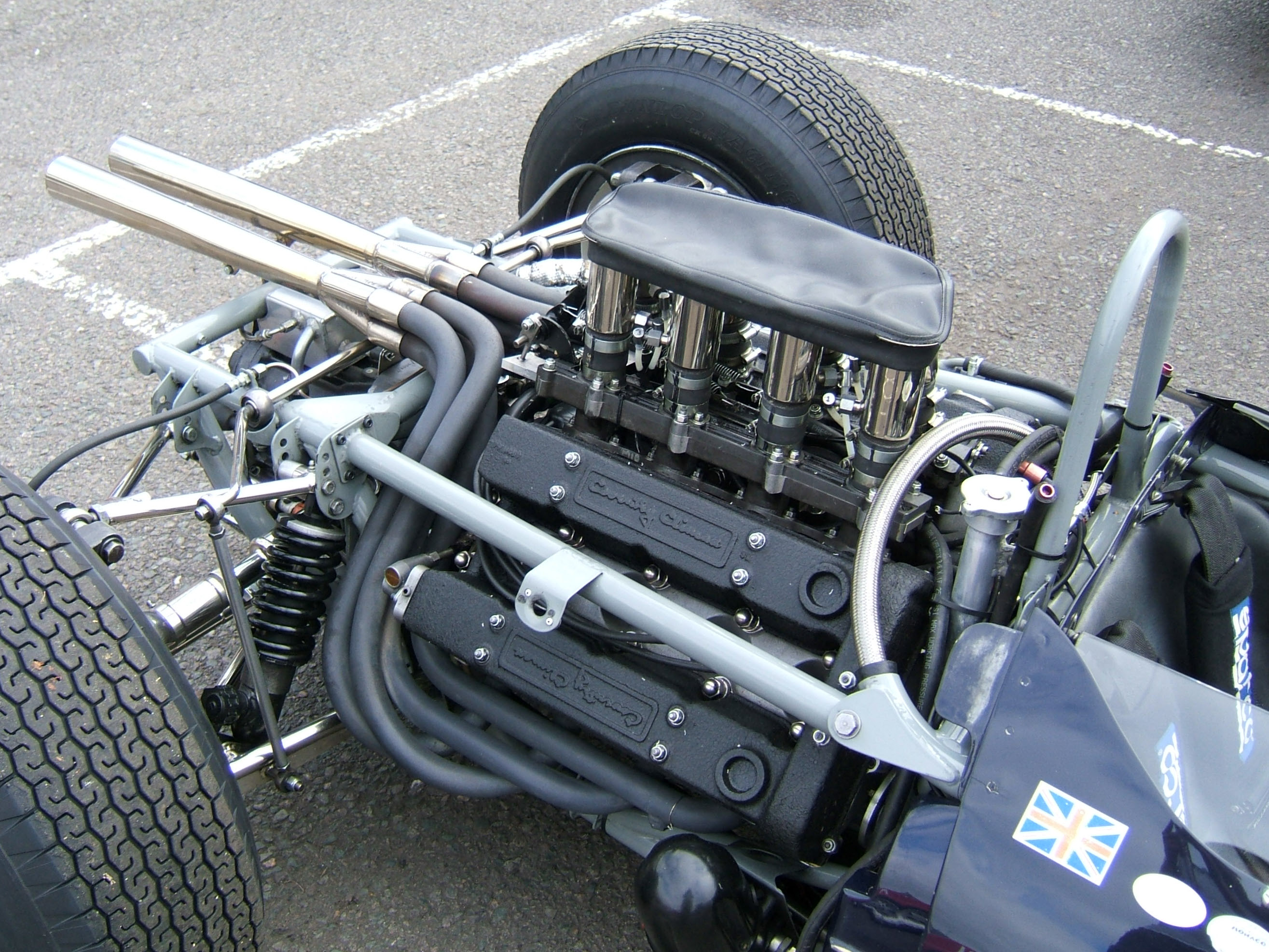
Coventry Climax motor uit de Cooper T66.

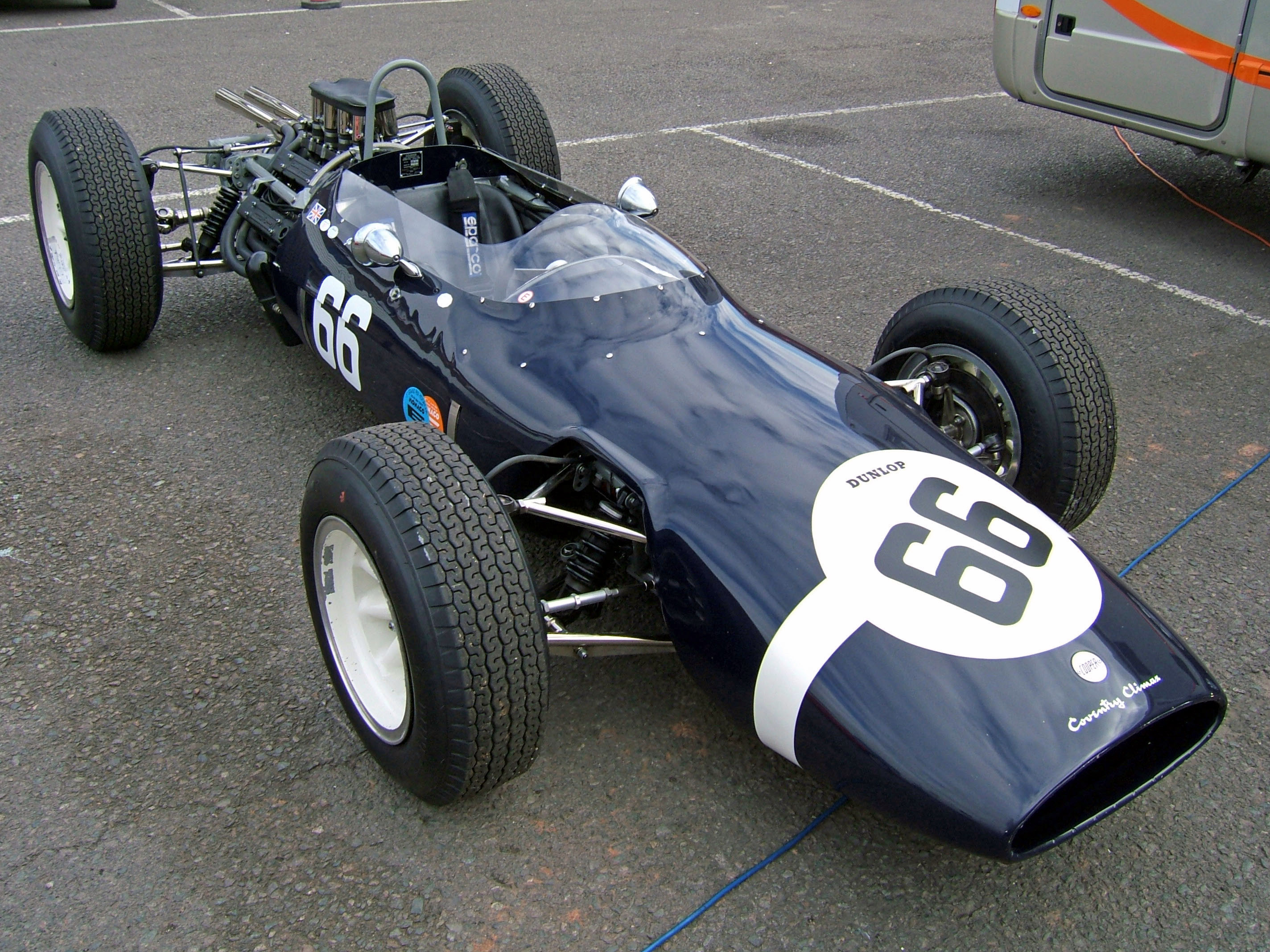
De Cooper T66.

Overzicht van het aantal overwinningen van de Coventry Climax motor in de Formule 1.
| Jaar | Overwinningen | Overwinningen                                                                   |
| ---- | ------------- | ------------------------------------------------------------------------------- |
| 1958 | 2             | Stirling Moss (Cooper) (1) Maurice Trintignant (Cooper) (1)                     |
| 1959 | 5             | Jack Brabham (Cooper) (2) Stirling Moss (Cooper) (2) Bruce McLaren (Cooper) (1) |
| 1960 | 8             | Jack Brabham (Cooper) (5) Stirling Moss (Lotus) (2) Bruce McLaren (Cooper) (1)  |
| 1961 | 3             | Stirling Moss (Lotus) (2) Innes Ireland (Lotus) (1)                             |
| 1962 | 4             | Jim Clark (Lotus) (3) Bruce McLaren (Cooper) (1)                                |
| 1963 | 7             | Jim Clark (Lotus) (7)                                                           |
| 1964 | 5             | Jim Clark (Lotus) (3) Dan Gurney (Brabham) (2)                                  |
| 1965 | 6             | Jim Clark (Lotus) (6)                                                           |